# 6 novembre 1983
Le dimanche 6 novembre 1983 est le 310e jour de l'année 1983.

## Naissances
- Bao Yingying, escrimeuse chinoise
- Justin Maxwell, joueur de champ extérieur des Ligues majeures de baseball
- Kameli Ratuvou, joueur de rugby fidjien
- Kwon Hyuk, joueur coréen de baseball
- Miguel Pedro, joueur de football portugais
- Monica Mattos, actrice pornographique brésilienne
- Nicole Hosp, skieuse autrichienne
- Oleg Proshak, haltérophile ukrainien
- Sheryl Morgan, athlète jamaïcaine, spécialiste du 400 mètres

## Décès
- Gilbert Duboule (né le 26 janvier 1925), homme politique suisse
- Josef Šíma (né le 17 août 1905), joueur de football tchécoslovaque
- Marcel Peyrouton (né le 2 juillet 1887), homme politique français
- Reto Delnon (né le 1er mai 1924), joueur et entraîneur de hockey sur glace suisse

## Événements
- Découverte de 30767 Chriskraft